# Laskowice (Lubrza)
Laskowice  (deutsch: Laßwitz, 1936–1945 Hohenschanz) ist ein Ort in der Landgemeinde Lubrza im Powiat Prudnicki der Woiwodschaft Opole in Polen.

## Geographie
Das Straßendorf Laskowice liegt in der Schlesischen Tiefebene etwa sechs Kilometer östlich von Lubrza (Leuber), zehn Kilometer östlich von Prudnik (Neustadt O.S.) und 47 Kilometer südwestlich von Opole (Oppeln). Zwei Kilometer südlich verläuft die Grenze zu Tschechien, ebenso die Bahnstrecke Kędzierzyn-Koźle–Nysa.
Nachbarorte von Laskowice sind im Nordwesten Olszynka (Ellsnig), im Nordosten Nowy Browiniec (Deutsch Probnitz) und im Süden Slezské Pavlovice (Deutsch Paulowitz).

## Geschichte

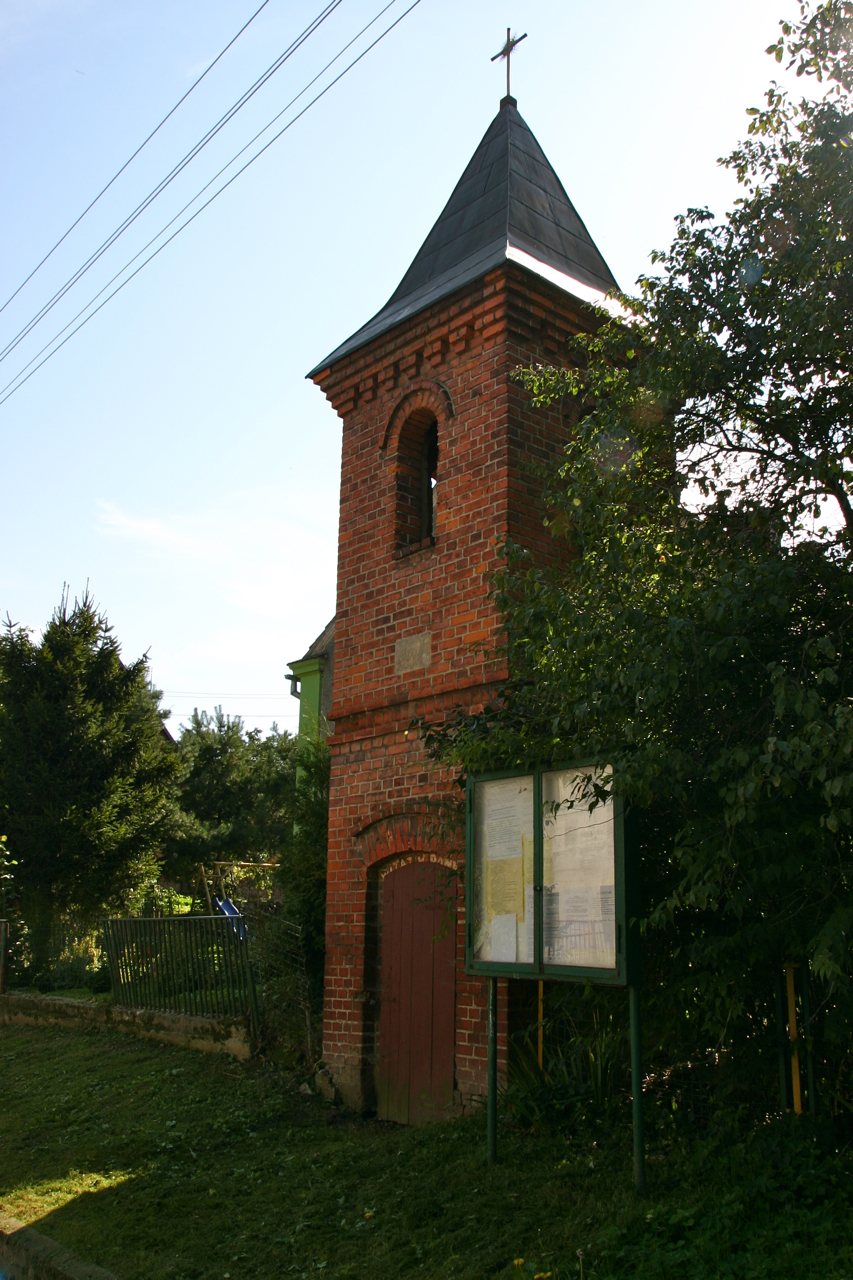
Kapelle mit Glockenturm

Erstmals erwähnt wurde der Ort im Jahr 1412 als Leskowicz.
Nach dem Ersten Schlesischen Krieg 1742 gelangte Laßwitz mit dem größten Teil Schlesiens an Preußen.
Nach der Neuorganisation der Provinz Schlesien gehörte die Landgemeinde Laßwitz ab 1816 zum Landkreis Neustadt O.S. im Regierungsbezirk Oppeln. 1845 bestanden im Dorf ein Vorwerk sowie weitere 26 Häuser. Im gleichen Jahr lebten in Laßwitz 197 Menschen, davon 95 katholisch. 1855 lebten 198 Menschen in Laßwitz. 1865 bestanden im Ort 6 Bauer-, 15 Gärtner- und 4 Häuslerstellen sowie ein Vorwerk. Eingeschult und eingepfarrt waren die Bewohner nach Deutsch Probnitz. 1874 wurde der Amtsbezirk Schlogwitz gegründet, welcher aus den Landgemeinden Deutsch Probnitz, Laßwitz, Polnisch Olbersdorf und Schlogwitz und den Gutsbezirken Deutsch Probnitz, Laßwitz und Schlogwitz bestand. 1885 zählte Laßwitz 246 Einwohner.
Bei der Volksabstimmung in Oberschlesien am 20. März 1921 stimmten in Lasswitz 219 Personen (100 %) für den Verbleib bei Deutschland und 0 für die Angliederung an Polen. Laßwitz verblieb wie der gesamte Stimmkreis Neustadt beim Deutschen Reich. 1933 lebten in Laßwitz 187 Menschen. Ab 1933 führten die neuen nationalsozialistischen Machthaber groß angelegte Umbenennungen von Ortsnamen slawischen Ursprungs durch. Am 18. August 1936 wurde Laßwitz in Hohenschanz umbenannt. 1939 zählte Hohenschanz 186 Einwohner. Bis 1945 befand sich der Ort im Landkreis Neustadt O.S.
1945 kam der bisher deutsche Ort unter polnische Verwaltung und wurde in Laskowice  umbenannt und der Woiwodschaft Schlesien angeschlossen. Die deutsche Bevölkerung wurde vertrieben. 1950 kam der Ort zur Woiwodschaft Oppeln. 1999 kam der Ort zum Powiat Prudnicki.

## Sehenswürdigkeiten
- Steinerne Wegekapelle mit Glockenturm
- Wegekapelle mit Marienstatue
- Steinernes Wegekreuz
- Schwedenschanze
- Schwedensäule, errichtet 1633 vom Deutsch Paulowitzer Grundherrn Johann Gottfried Kottulinsky von Kottulin zum Dank für den Abzug der schwedischen Truppen aus den Gütern des Bistums Olmütz. Sie steht an der historischen mährisch-schlesischen Grenze; seit der Grenzkorrektur von 1958 auf polnischen Gebiet.